# TWSG1
TWSG1‏ (Twisted gastrulation BMP signaling modulator 1) هوَ بروتين يُشَفر بواسطة جين TWSG1 في الإنسان.